# Dammers & Van der Heide
Dammers & Van der Heide was een Nederlandse rederij, in 1989 overgenomen door Seatrade.

## Geschiedenis
Direct na de Tweede Wereldoorlog besloot J. Dammers voor zichzelf te beginnen in de scheepsbevrachting. Dammers had ervaring opgedaan bij de Rotterdamsche Kustvaart Centrale. De eersten die in 1945 hun schip in beheer geven bij Dammers waren G. Pepping met de Jo en Van der Heide met de Prima.
Van der Heide en Dammers besloten om samen te gaan werken en op 1 september 1945 werd Dammers & van der Heide Scheepvaart en Handelbedrijf opgericht. Na enkele jaren besloten ze hun eigen schepen in de vaart te brengen. Hiertoe werden aanvankelijk twee schepen besteld bij Gusto in Schiedam. In 1950 kwamen deze als Biscaya en Casablanca in de vaart. Er werd direct een vervolgorder gegeven voor vier schepen bij Gusto. 
In 1955 werd de Fedala omgebouwd tot koelschip, het eerste koelschip van Dammers & Van der Heide. De reden tot verbouwing was een contract dat Dammers bemachtigde voor het vervoer van vlees van Ierland naar Rotterdam. De lijndienst op Marokko floreerde goed en eind jaren vijftig werd de vloot verder uitgebreid.
Dammers & Van der Heide had zijn werkterrein uitgebreid tot het Caribische gebied, Noord- en Zuid-Amerika en voerde het management over diverse schepen van andere rederijen. 
In 1962 volgde er wederom een grote uitbreiding en kwamen vier nieuwe schepen in de vaart. Het koel- en vriestransport werd steeds belangrijker binnen de rederij en de Caribische, Zuid- en Noord-Amerikaanse wateren werden het meest voorkomende werkterrein.
Dammers verwierf een contract met Chester Blackburn Roder. Het vaargebied werd New York - Caribische Zee. Bijna ieder eiland in het Caribische gebied werd aangedaan. Een grote nieuwbouworder werd hiertoe geplaatst bij de Noord Nederlandse Scheepswerven en Boele Bolnes. In rap tempo kwam een serie schepen in de vaart, allen half vries-, half stukgoedschepen.  
In 1965 haalde de rederij het tonijncontract binnen. Hierbij moest de rederij op afroep binnen een bepaald termijn een schip leveren om tonijn te verschepen, hetzij van de wal, hetzij overladen op zee. Het contract was anno 2003 nog steeds bij Seatrade, de huidige eigenaren.
In 1976 werd de wet Investeringspremie Zeescheepvaart van kracht. Dammers & Van der Heide gingen zich volledig op de koel- en vriesvaart concentreren. De nog in de vaart zijnde droge lading schepen werden afgestoten en een grote nieuwbouworder werd bij de Noord Nederlandsche Scheepswerven te Groningen geplaatst.
Tevens werd bij scheepswerf Van der Giessen & de Noord de prestigieuze "Honolulu"-serie grote handelsvaart koelschepen besteld. Uiteindelijk werden er zes van deze schepen gebouwd tussen 1978 en 1985. Het betrof hier het ms Honolulu (vanaf 2003: Atlantic Spirit), ms Lanai (vanaf 2011: Baltic Novel), ms Rio Frio (vanaf 2005: Torvill,verkocht voor de sloop in India in 2008), ms Christina (vanaf 2005: King), ms Tineke (vanaf 2007: Baltic Novator) en het ms Peggy Dow. Anno 2011 varen deze schepen immer nog. In Amerika werden drie schepen aangekocht, het ms. Spring Bob, Spring Bear en het ms. Spring Panda. Deze schepen waren te vergelijken met de schepen uit de "Honolulu"-klasse. Deze werden gesloopt in 2012 in India.
Naast de droge lading en de koel- en vriesvaart heeft de rederij nog het zware ladingschip Giant gehad, de Pan Antilles, een roro, en begaf het zich zonder enige ervaring in de tankvaart.
Op 29 januari 1988 kwam J. Dammers te overlijden. De erfgenamen moesten mede door feit dat men voor hoge successierechten stond, het bedrijf verkopen. In maart 1989 werd Seatrade de nieuwe eigenaar van Dammers & Van der Heide Scheepvaart en Handelsbedrijf.
Seatrade ontwikkelde zich na deze overname progressief en is immer nog marktleider in de gespecialiseerde koel- en vriesvaart.